# Mercedes-Benz Vito

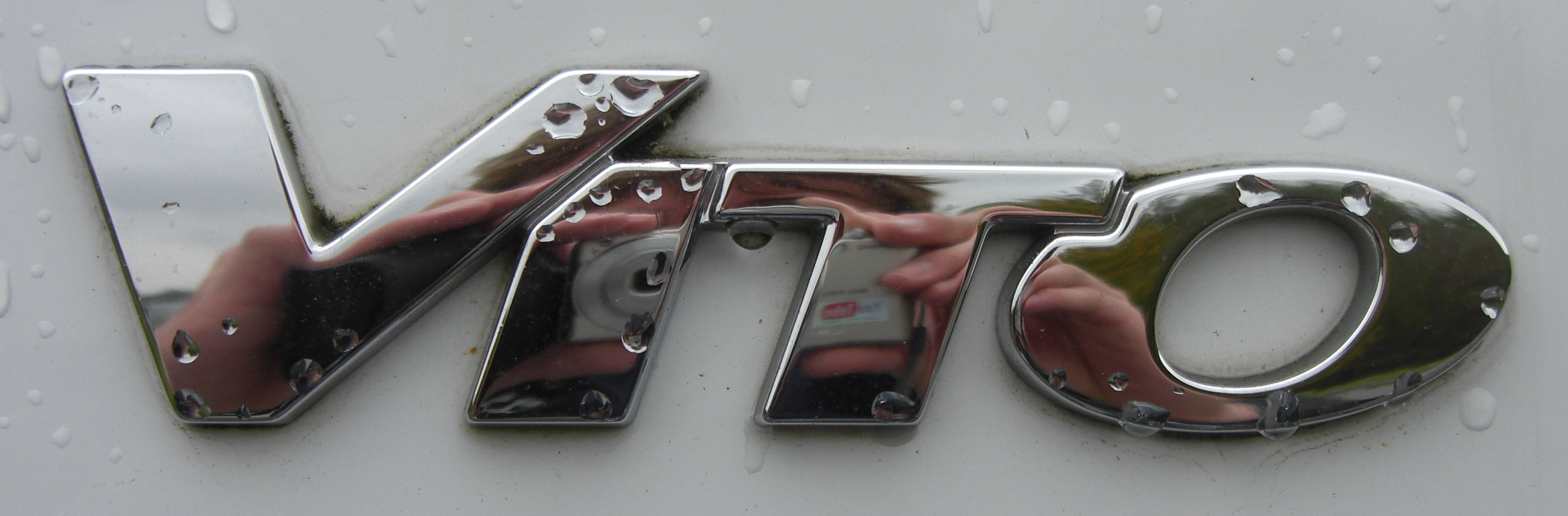
Логотип Mercedes-Benz Vito

Mercedes-Benz Vito — це мікроавтобуси, які випускає компанія Mercedes-Benz з 1996 року. Vito прийшов на заміну Mercedes-Benz MB 100.

## W638 (1996—2003)
В 1995 році на заводі компанії DaimlerChrysler в місті Віторіа на півночі Іспанії почалося серійне виробництво передньоприводної вантажівки малого класу Vito на платформі типу W638, яка непогано зарекомендувала себе як офіс на колесах, сімейний мінівен або корпоративне таксі.
У 1996 році Vito завоював звання найкращого фургона року. Основні модифікації сімейства — суцільнометалевий фургон вантажопідйомністю 895—925 кг і 9-місний мікроавтобус вантажопідйомністю 740 кг. Vito оснащені дизельними двигунами потужністю 79 і 98 к.с. і бензиновими потужністю 129 і 143 к.с.
У 1996 році на Женевському автосалоні вперше було показано універсал підвищеної місткості від Mercedes-Benz, що виник на базі вантажівки Vito і названий V-клас. Для більшого комфорту пневматичні елементи замінили виті пружини в задній підвісці, була поліпшена шумоізоляція та оздоблення салону, трохи змінена зовнішність за рахунок навісних деталей. У результаті вийшов автомобіль, що зберіг місткість комерційного фургона, але з більш високим рівнем комфорту. Мінівен надійшов у продаж в 1997 році.
У 1998 році машини зазнали легку модернізацію — з'явилися дизелі CDI з системою подачі палива Common Rail. Споживчі якості мінівенів підвищені за рахунок помітного оновлення салону і внутрішнього оснащення.

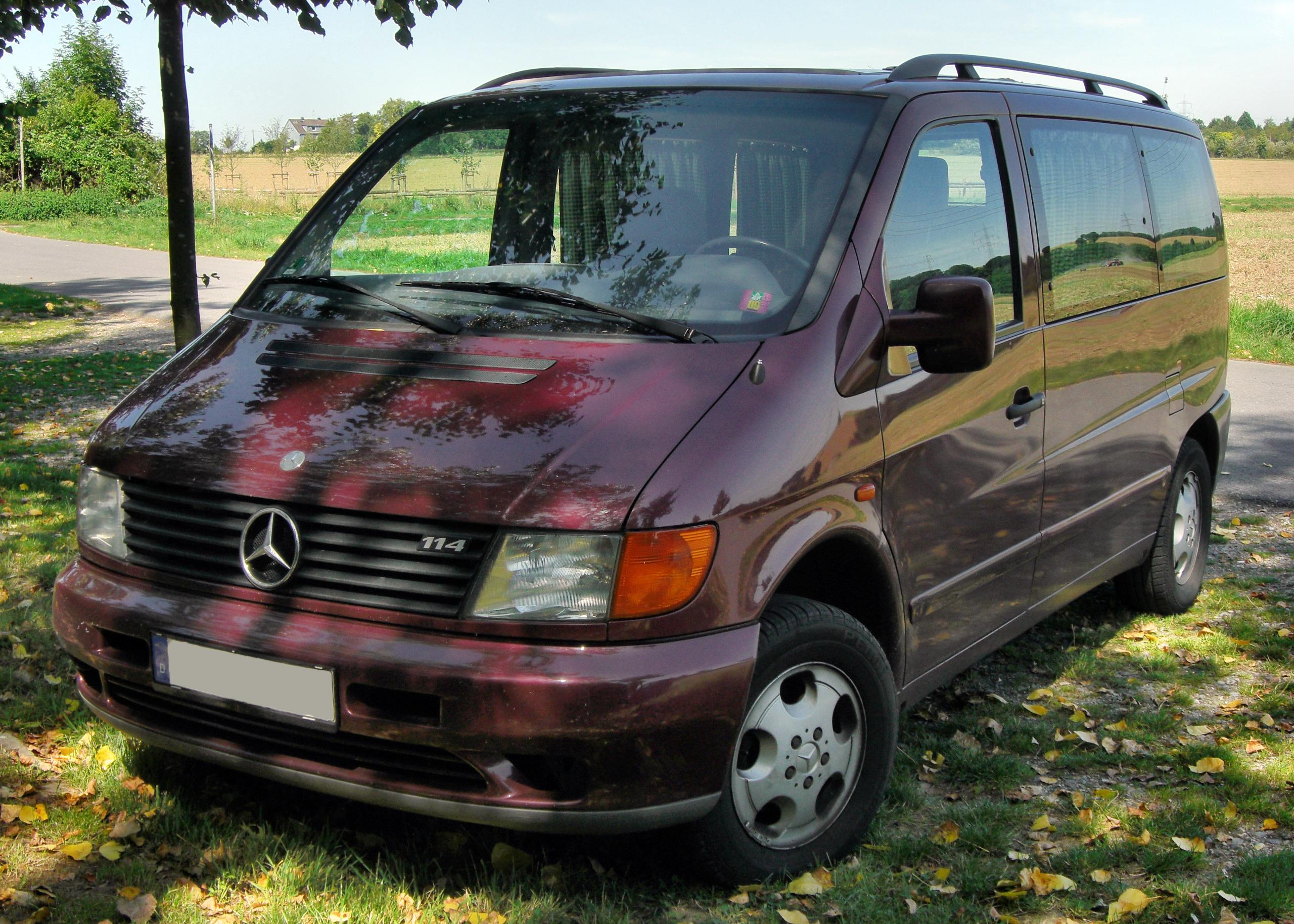
Mercedes-Benz Vito I (1995-1998)
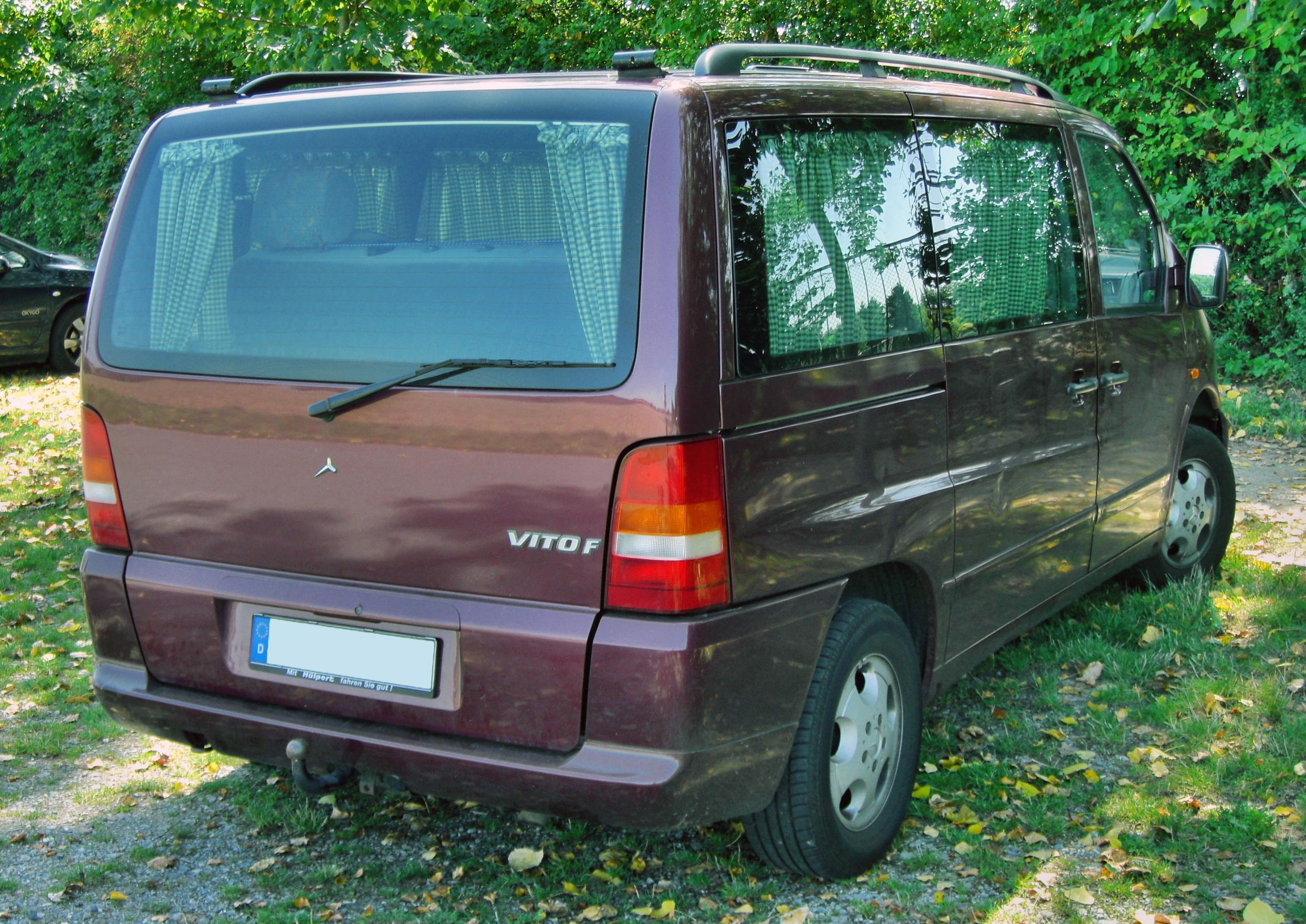
Mercedes-Benz Vito I (1995-1998)
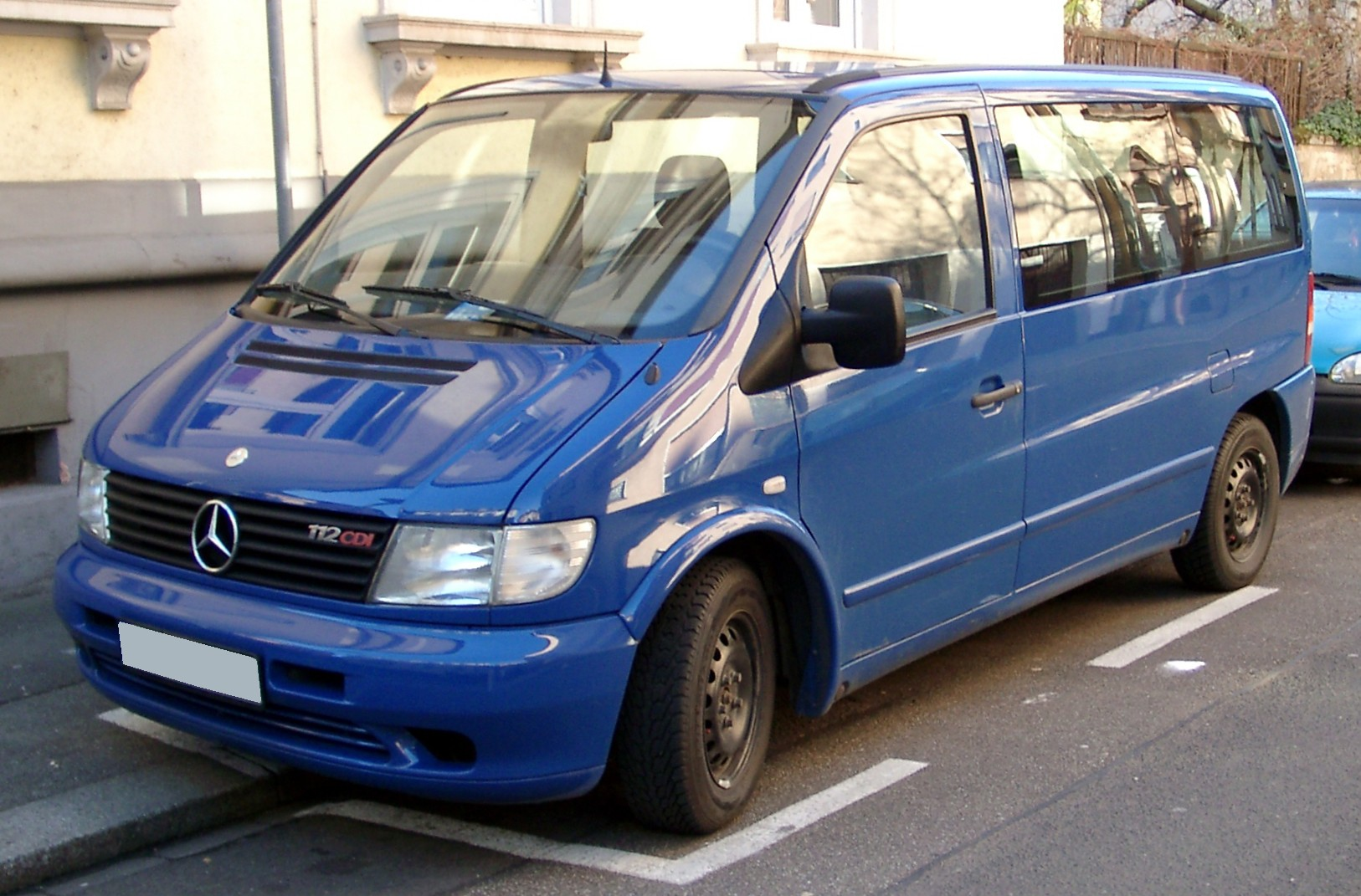
Mercedes-Benz Vito I (1998-2003)
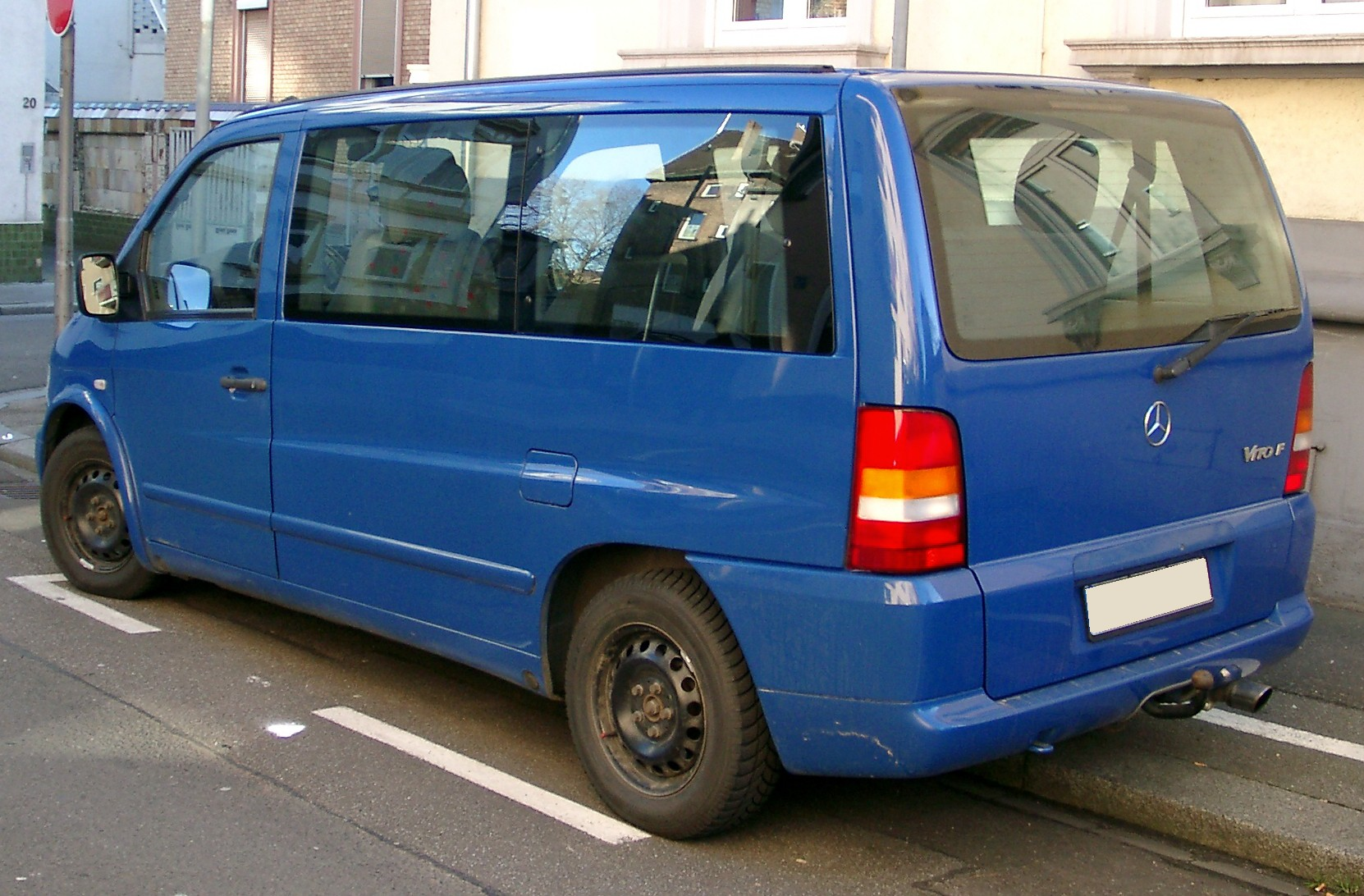
Mercedes-Benz Vito I (1998-2003)
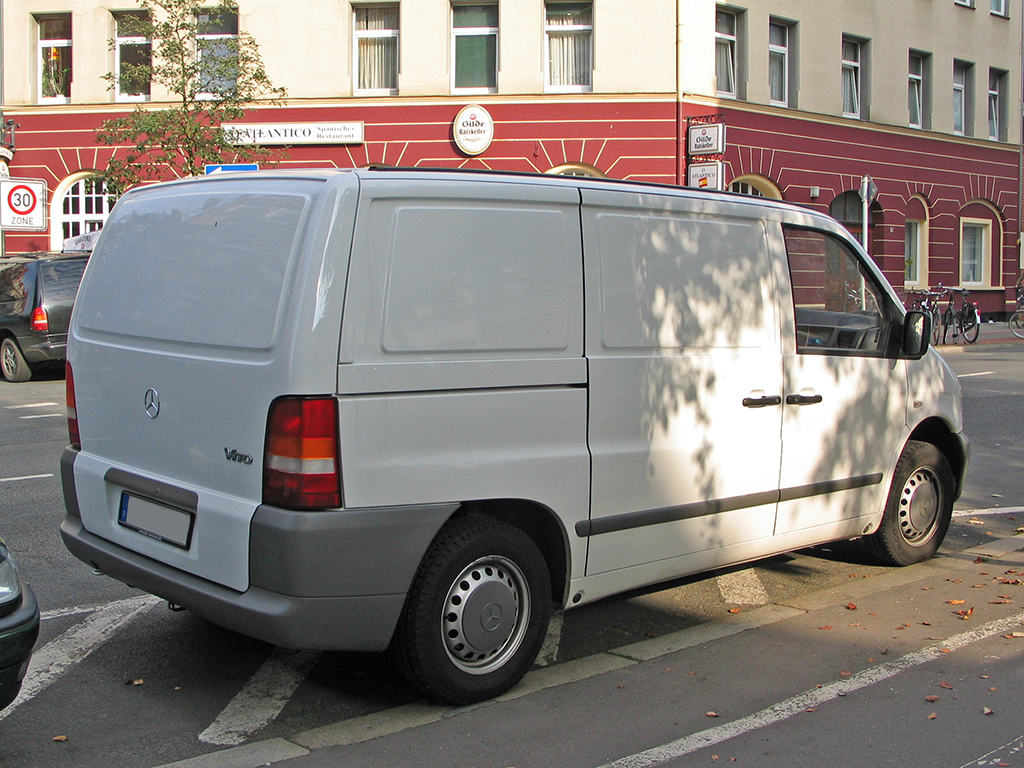
Mercedes-Benz Vito I (1998-2003)
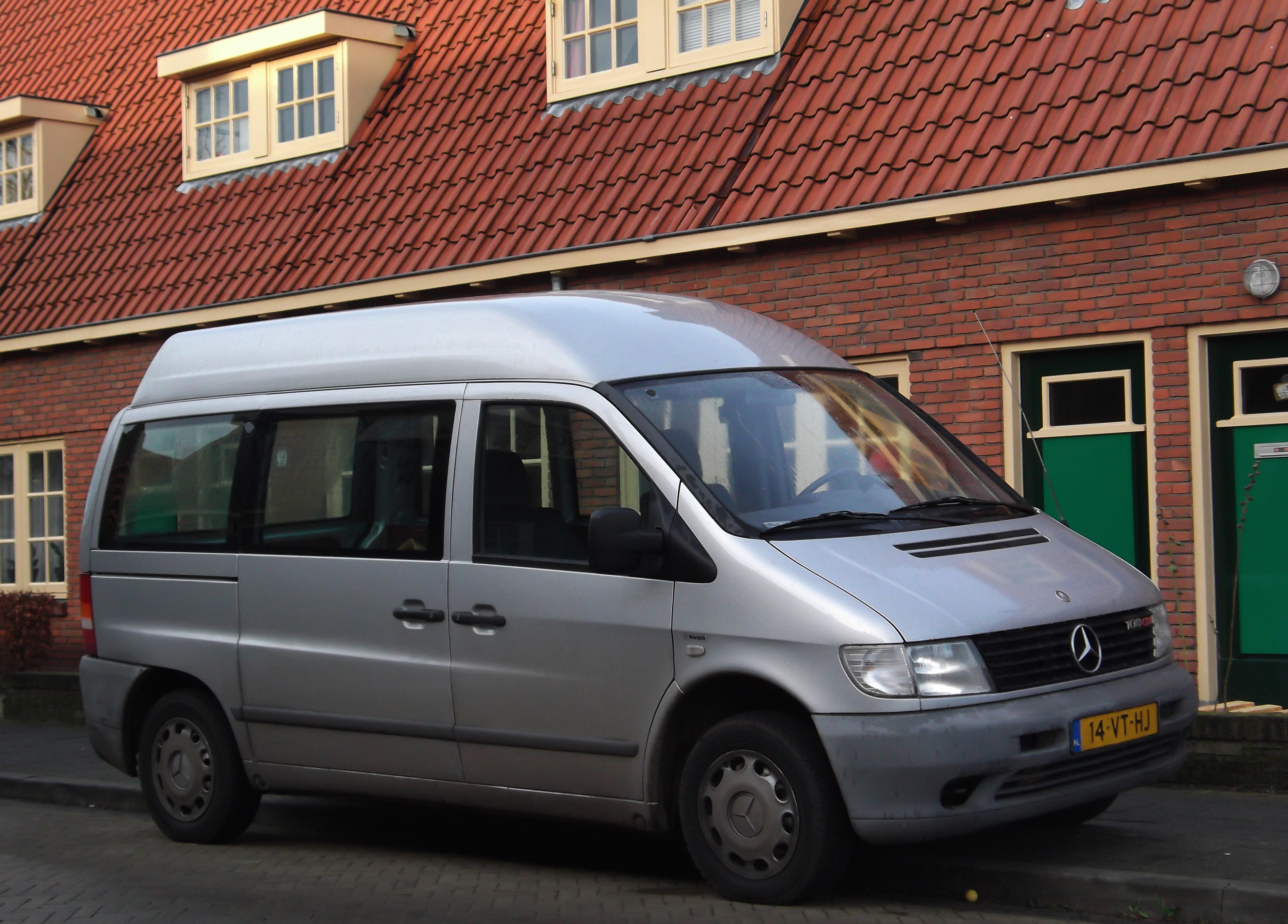
Mercedes-Benz Vito I (1998-2003)
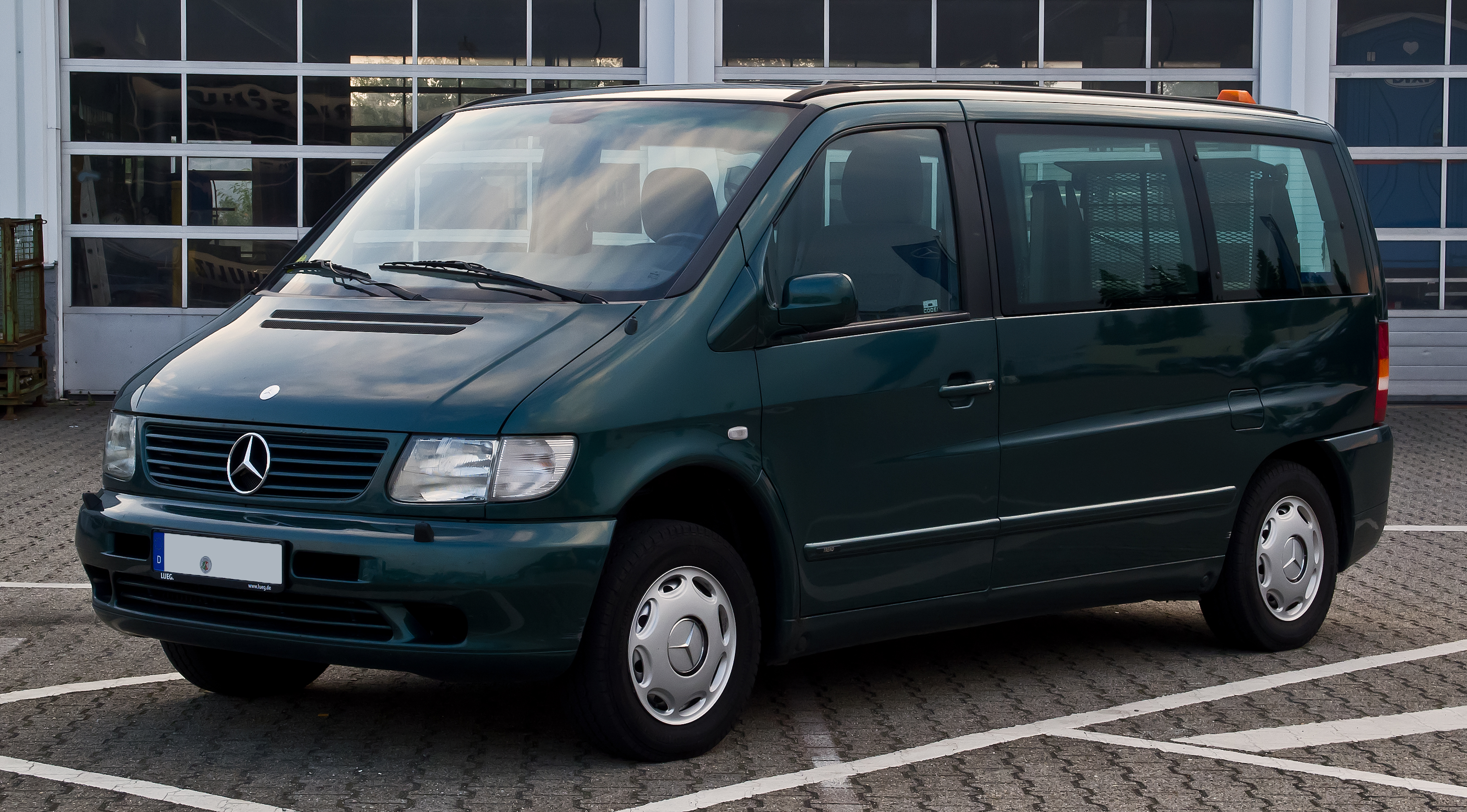
Mercedes-Benz V-Клас (1996-2003)
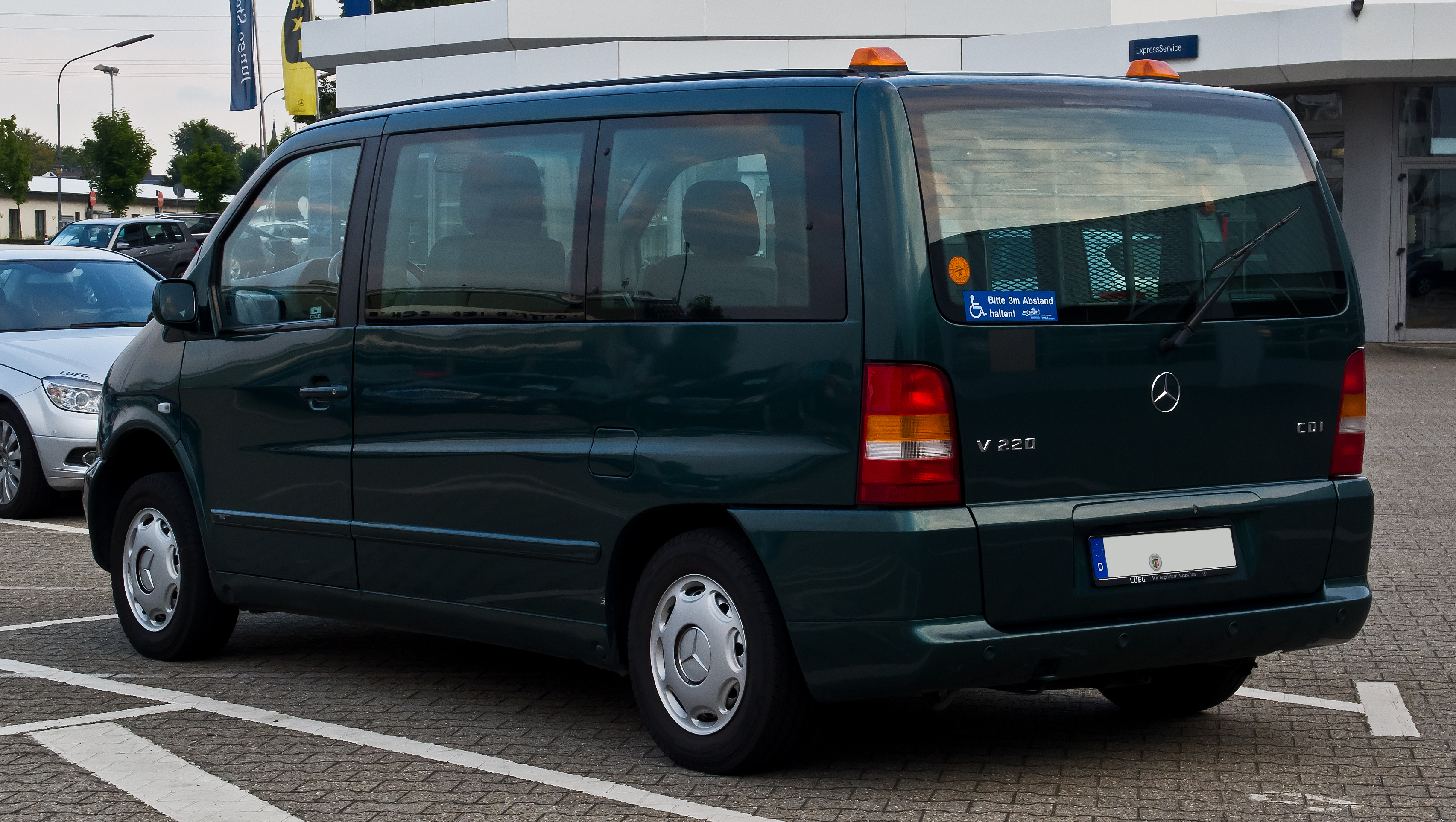
Mercedes-Benz V-Клас (1996-2003)

### Двигуни

#### Бензинові
| Модель          | Тип        | Об'єм    | Циліндри/Клапани | Потужність при об/хв    | Крутний мемент при об/хв | Роки випуску |
| --------------- | ---------- | -------- | ---------------- | ----------------------- | ------------------------ | ------------ |
| V 200, Vito 113 | M 111 E 20 | 1998 см³ | R4/16            | 95 кВт (129 к.с.)/5100  | 186 Нм /3600–4500        | 1996–2003    |
| V 230, Vito 114 | M 111 E 23 | 2295 см³ | R4/16            | 105 кВт (143 к.с.)/5000 | 215 Нм/3500–4500         | 1996–2003    |
| V 280           | VR6 від VW | 2792 см³ | VR6/12           | 128 кВт (174 к.с.)/6000 | 237 Нм/2800–3200         | 1997–2003    |

#### Дизельні
| Модель                  | Тип                 | Об'єм    | Циліндри/Клапани | Потужність при об/хв   | Крутний момент при об/хв | Роки випуску |
| ----------------------- | ------------------- | -------- | ---------------- | ---------------------- | ------------------------ | ------------ |
| Vito 108 D              | OM 601 D 23         | 2299 см³ | R4/8             | 58 кВт (79 к.с.)/3800  | 152 Нм/2300–3000         | 1996–1999    |
| V 230 TD, Vito 110 D    | OM 601 D 23 LA      | 2299 см³ | R4/8             | 72 кВт (98 к.с.)/3800  | 230 Нм/1700–2400         | 1996–1999    |
| Vito 108 CDI            | OM611 DE 22 LA red  | 2151 см³ | R4/16            | 60 кВт (82 к.с.)/3800  | 200 Нм/1500–2400         | 1999–2003    |
| V 200 CDI, Vito 110 CDI | OM 611 DE 22 LA red | 2151 см³ | R4/16            | 75 кВт (102 к.с.)/3800 | 250 Нм/1600–2400         | 1999–2003    |
| V 220 CDI, Vito 112 CDI | OM 611 DE 22 LA     | 2151 см³ | R4/16            | 90 кВт (122 к.с.)/3800 | 300 Нм/1800–2500         | 1999–2003    |

## W639 (2003—2014)
У 2003 році DaimlerChrysler замість ґрунтовної модернізації моделей на зміну старим Vito і V-класу представляє повністю нові машини — Vito і Viano. Ці дві моделі, які компанія випустила одночасно, зовні схожі один на одного, але абсолютно різні за своєю суттю. Mercedes-Benz Vito представлений відразу в трьох іпостасях: вантажний фургон, вантажопасажирський фургон і місткий мікроавтобус. Для виробництва нової моделі корисна площа на іспанському заводі у Віторії була збільшена майже вдвічі. На новій території було побудовано новий цех складання непофарбованого кузова, в якому працюють 550 найсучасніших промислових роботів, новий лакофарбовий цех і новий цех кінцевого складання. Починаючи з осені 2003 року новий Mercedes-Benz Vito поступово почав замінювати малотоннажні комерційні автомобілі.
Vito другого покоління поставляється з трьома варіантами довжини кузова (найкоротший Compact — 4748 мм; Long — 4993 мм; найдовший Extralong — 5223 мм), двома розмірами колісної бази (3200 і 3430 мм), двома варіантами даху (низьким та високим, з корисним об'ємом від 4.65 до 6.49 м3, довжиною вантажного відсіку 2224-3099 мм) і п'ятьма двигунами потужністю від 88 до 218 к.с. З 2005 року з'явиться середній варіант даху. Одними з найпривабливіших пропозицій є так званий Panel van — фургон з корисним об'ємом кузова 6.49 м3 (на попереднику — максимум 4.8 м3) і вантажопідйомністю до 1140 кг і шестимісний Vito Mixto для комбінованих вантажопасажирських перевезень з об'ємом багажного відділення 970 л. Він приймає на борт до шести чоловік і може перевозити великі вантажні об'єми. Тим, кому важлива кількість місць в салоні, може сподобатися Vito, розрахований на перевезення 9-ти осіб, включаючи водія, при цьому вільним залишиться ще приблизно один кубометр вантажного відділення, де можна розмістити дорожній багаж.
Істотна відмінність Vito нового покоління — повністю новий кузов. При будь-якому варіанті колісної бази — 3200 мм або 3430 мм — на Vito встановлюються нові ковзаючі бічні двері, які значно полегшують процес завантаження багажу в машину. Розміри задніх дверей фургона з кутом відкриття 180 ° і 270 °, які можна замовити замість підйомних задніх дверей, дозволяють з легкістю виконувати вантажно-розвантажувальні роботи. Отвір багажного відділення між колісними арками становить 1277 мм, під передніми сидіннями також можна розмістити вантаж, що означає додаткові 200 мм корисної довжини при будь-якому розмірі колісної бази. Максимальне навантаження на дах становить 150 кг.
У конструкції нових Vito від попередників не залишилося по суті нічого спільного. Якщо колишні Vito і V-клас були передньопривідними, з поперечним розташованим силовим агрегатом, то тепер двигун і коробка передач розташовуються поздовжньо, а привід — задній. Це дозволило позбутися вібрацій на кермовому колесі, а також збільшити пасивну безпеку. Розробники оснастили автомобілі такими системами безпеки: це система автоматичного регулювання динаміки автомобіля ESP, що включає антиблокувальну систему ABS, антипробуксовочну систему ASR, електронну систему розподілу гальмівних сил і гідравлічну систему екстреного гальмування. Триточкові ремені безпеки на всіх сидіннях, натягувачі стрічки ременя безпеки на сидіннях водія і переднього пасажира входять в серійну комплектацію. Подушка безпеки для водія встановлюється у всіх версіях, а для переднього пасажира — у версії «універсал». Крім цього, на стороні переднього пасажира за бажанням можуть встановлюватися подвійні подушки безпеки й віконні подушки безпеки. Разом з сидіннями підвищеної комфортності (опція) також пропонуються нові бічні подушки безпеки для захисту грудної клітки. Істотно покращилася реакція автомобіля при зіткненні з перешкодою: підвищилася його міцність, жорсткість, удосконалилися характеристики вигину, перекосу і скручування для всіх версій. У передній частині розташовані деформуються зони, які при зіткненні поглинають максимальну частину кінетичної енергії, а при незначних ДТП запобігають ушкодженню поздовжніх балок рами. Крім цього безпеку автомобіля забезпечують також серійно встановлюються петлі для кріплення багажу, система напрямних для кріплення багажу у вантажному відсіку фургонів, а також різноманітні пристрої, які перешкоджають зсуву вантажу, і розділові перегородки.
Різноманіття транспортних завдань новий Vito здатний вирішувати і за допомогою широкого моторного ряду. На вибір пропонуються п'ять двигунів, які відповідають стандарту Euro-4: рядні чотирициліндрові дизельні двигуни CDI другого покоління потужністю 88, 109 і 150 к.с., а також бензинові V6 з віддачею в 190 і 218 к.с. з системою уприскування Bosch Motronic ME 2.8. У кожної версії свої характеристики крутного моменту, пік якого розтягнутий в діапазоні потужності від 65 кВт до 160 кВт обертів. У базовій комплектації Vito отримав 6-швидкісну механічну трансмісію, бензинові двигуни V6 серійно комплектуються п'ятиступінчастою автоматичною коробкою передач, яка за бажанням може встановлюватися і разом з дизельними агрегатами.
Vito оснащений незалежною підвіскою всіх коліс. На передній осі встановлені амортизаційні стійки «Мак-Ферсон», на яких знаходяться кріплення стабілізатора поперечної стійкості. У підвісці задньої осі використовуються гвинтові пружини, рознесені з амортизаторами.
Новий Vito комплектується дисковими гальмами діаметром 300 мм спереду і 296 мм ззаду. Передні диски вентильовані, задні — суцільні. У стандартному оснащенні є регулятор гальмівних сил і гідравлічна система екстреного гальмування Brake Assist — завдяки цьому можна впевнено почувати себе за кермом на будь-якій дорозі. Автомобіль пропонується з 16-дюймовими колесами, а за бажанням можна буде замовити литі диски. У базову комплектацію всіх версій входять центральний замок, електричні склопідйомники, регулювання керма, електропривід і обігрів бічних дзеркал і CD-програвач.
У 2010 році автомобіль модернізували, змінивши фари, капот, решітку радіатора та рівень оснащення.
Комерційні малотонажники марки Mercedes-Benz випускаються на кількох заводах компанії як у Європі, так і за її межами.

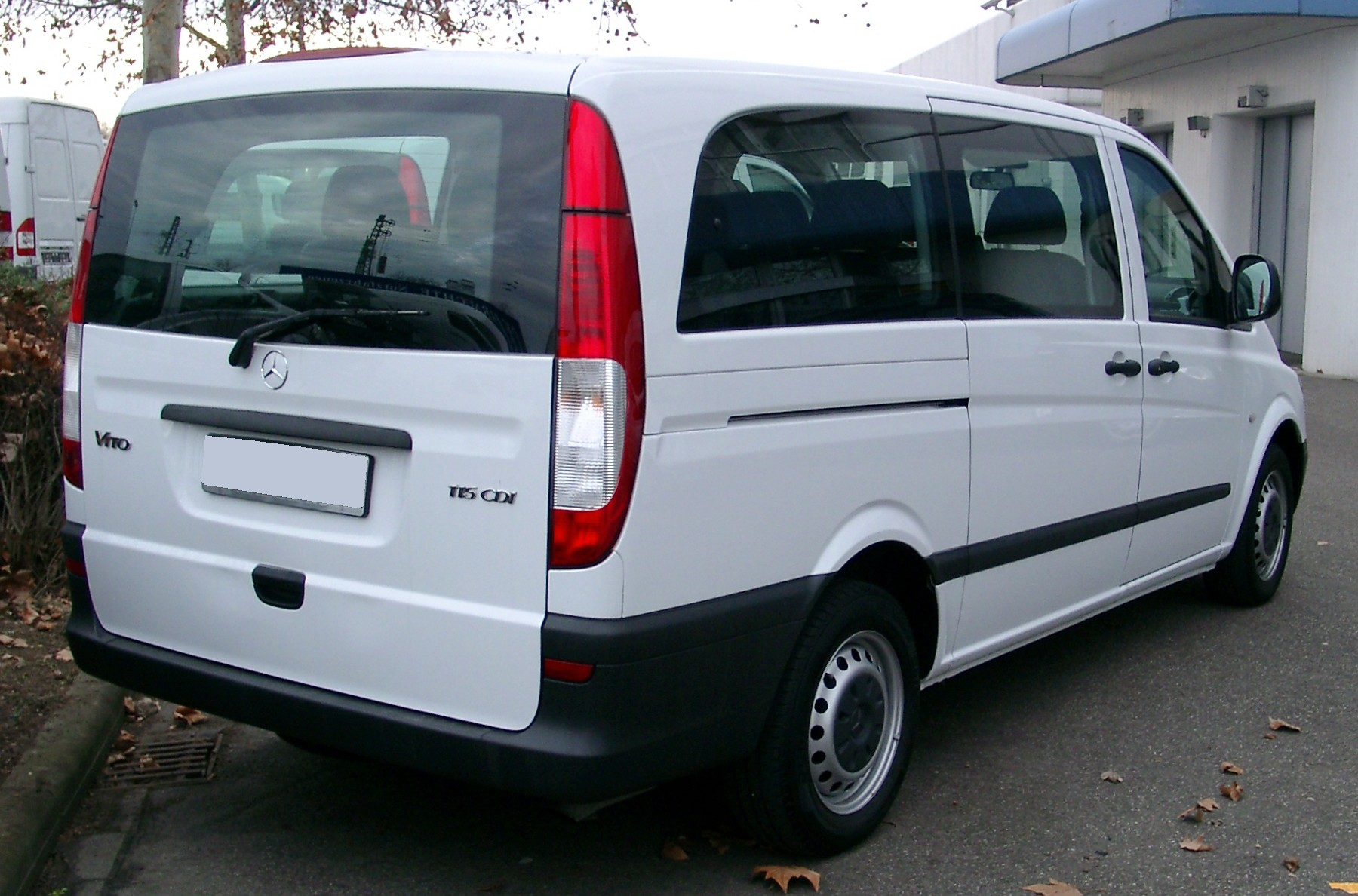
Mercedes-Benz Vito II (2003-2010)
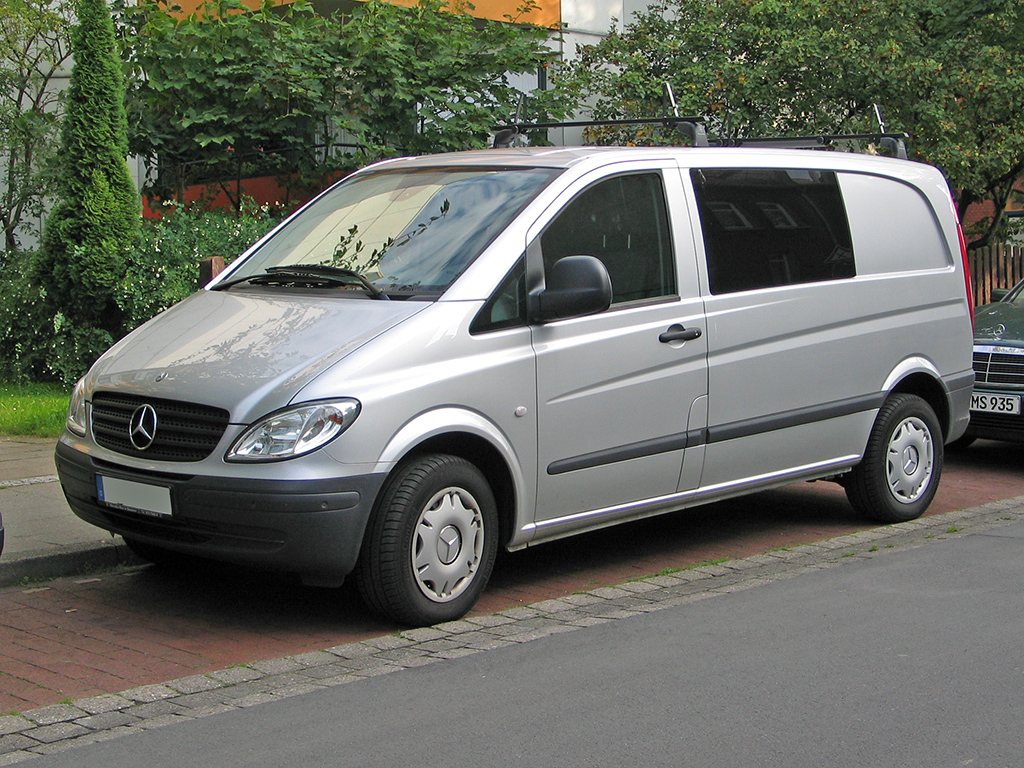
Mercedes-Benz Vito II (2003-2010)
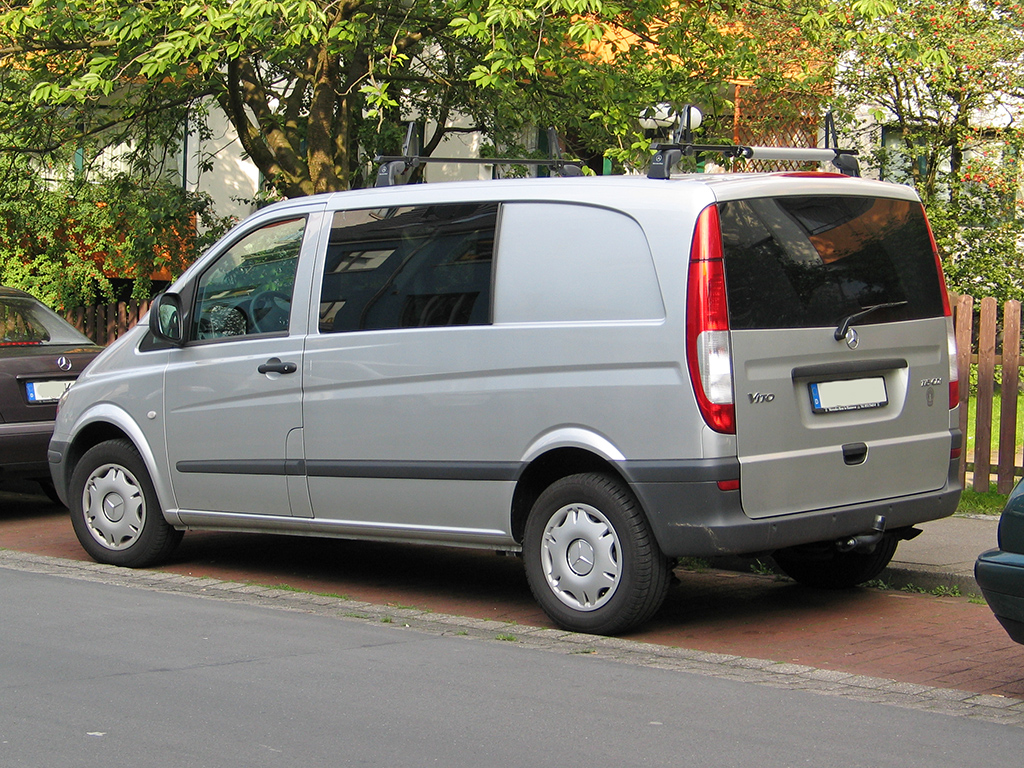
Mercedes-Benz Vito II (2003-2010)
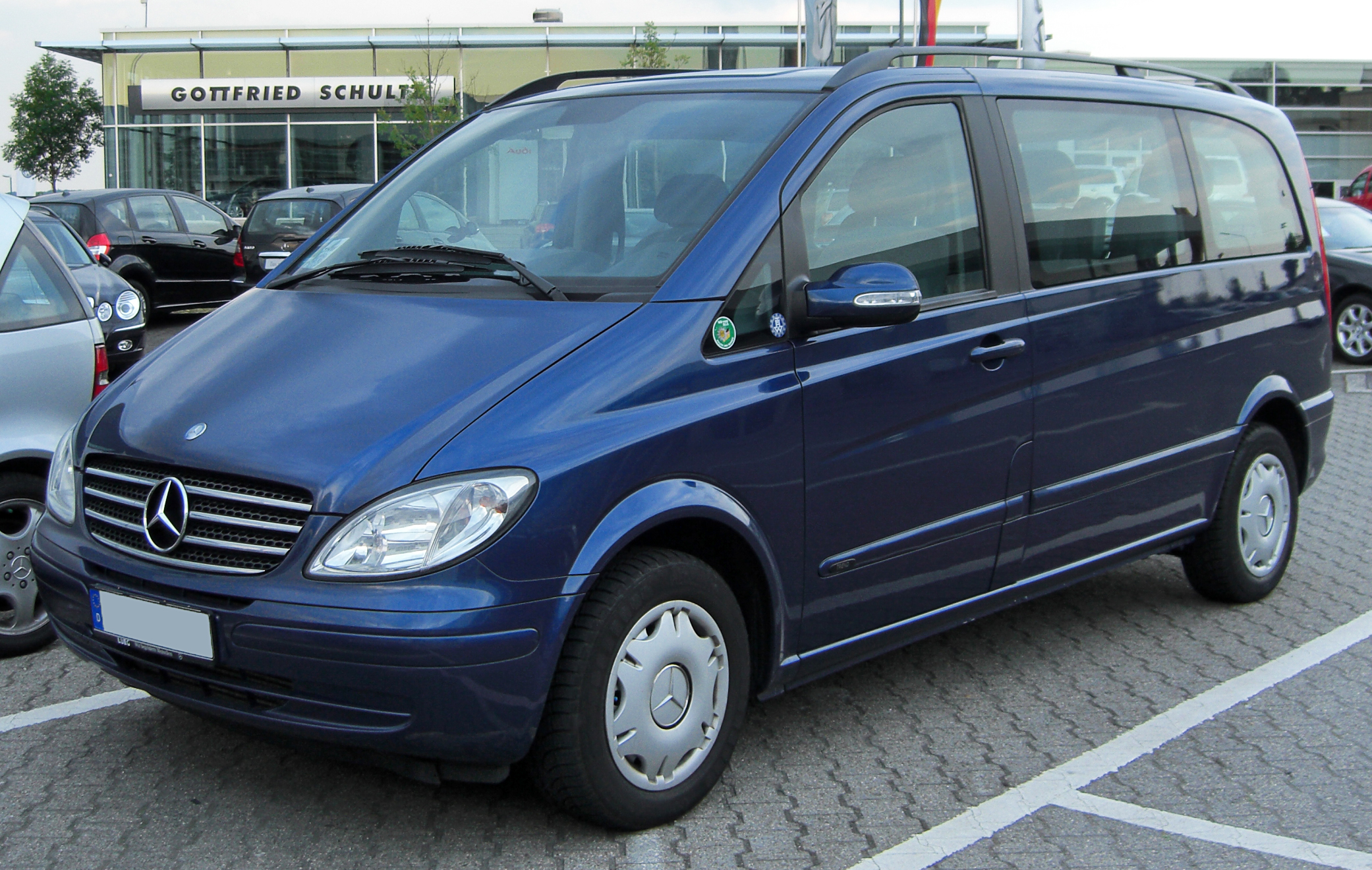
Mercedes-Benz Viano (2003-2010)
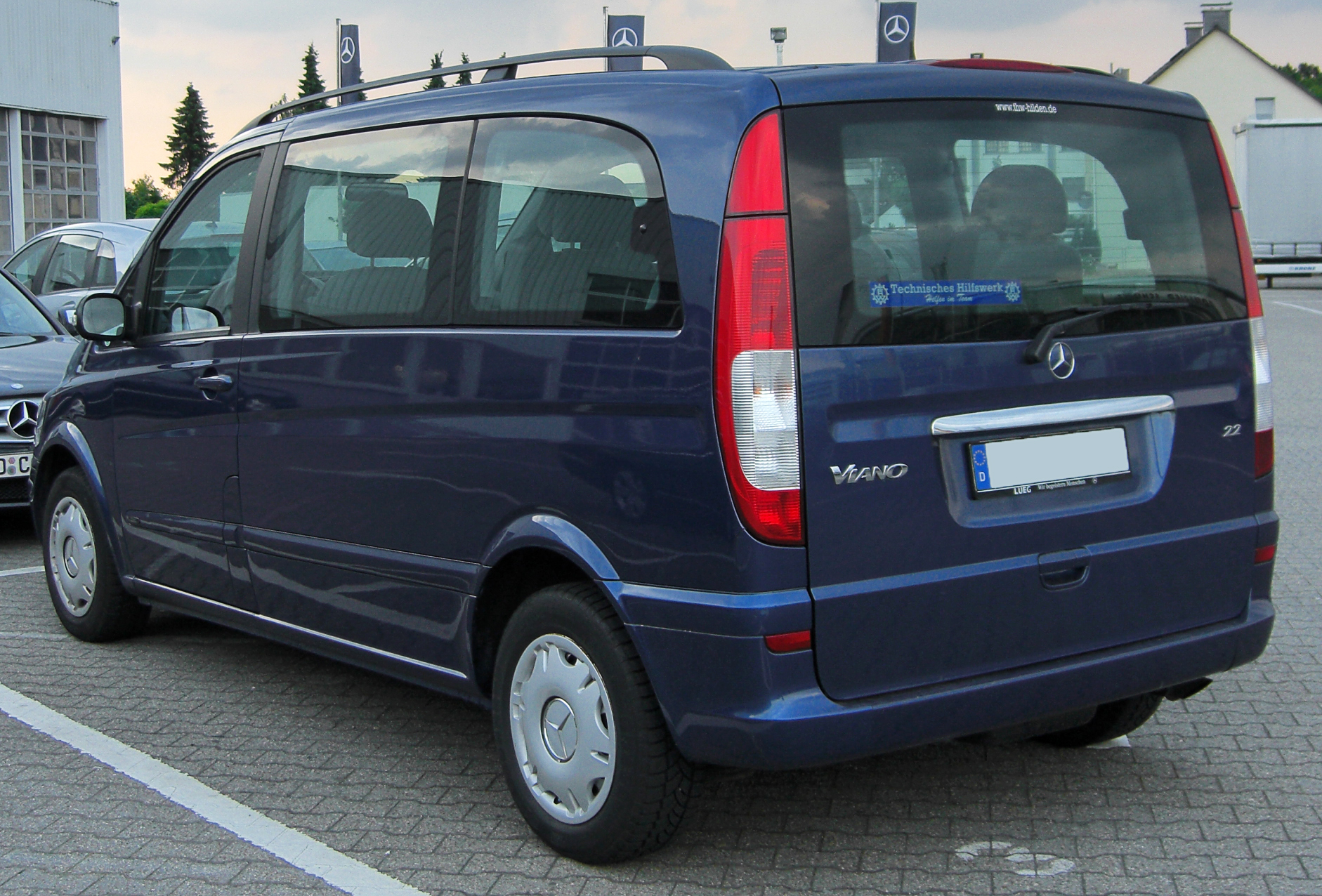
Mercedes-Benz Viano (2003-2010)
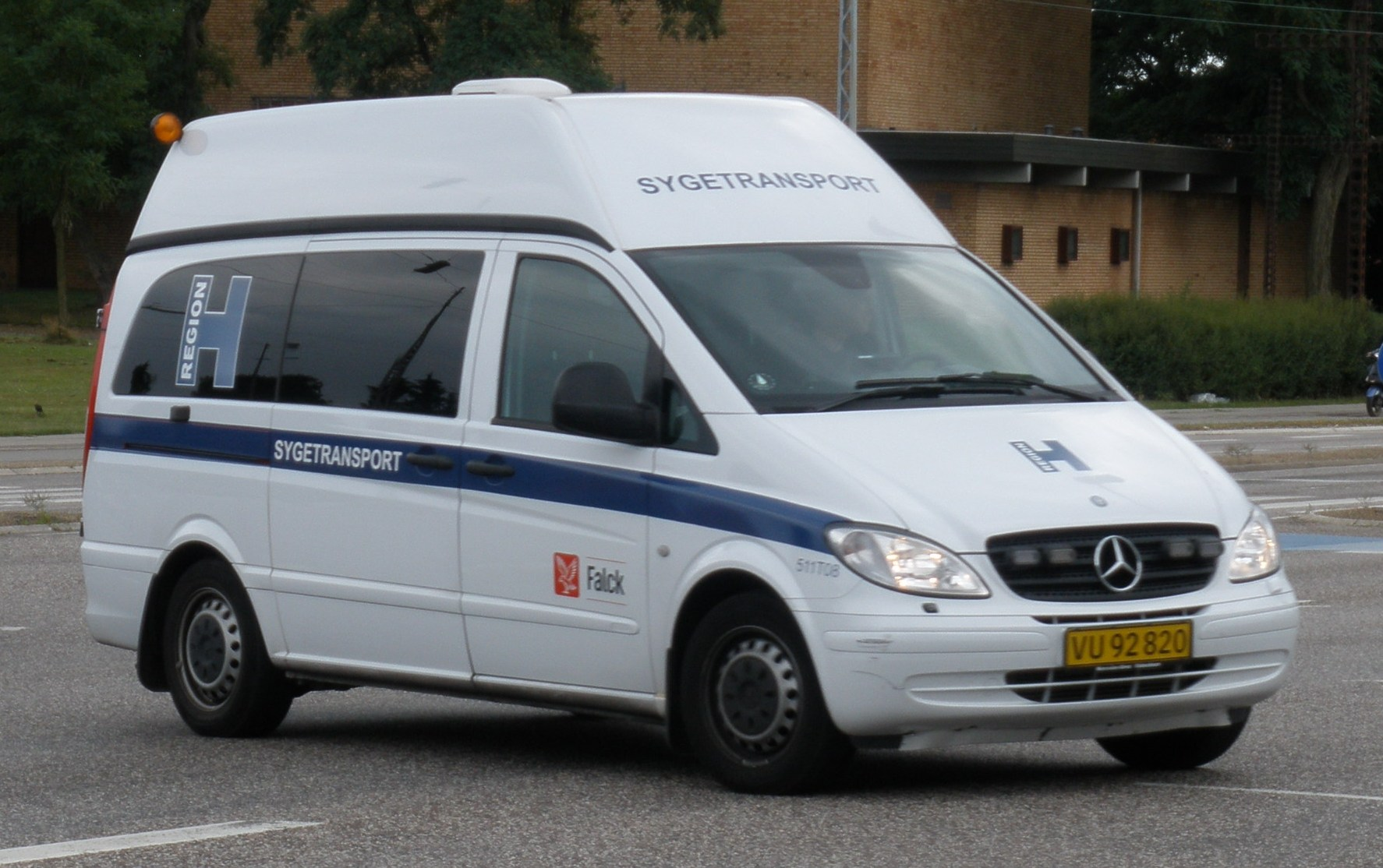
Mercedes-Benz Vito II
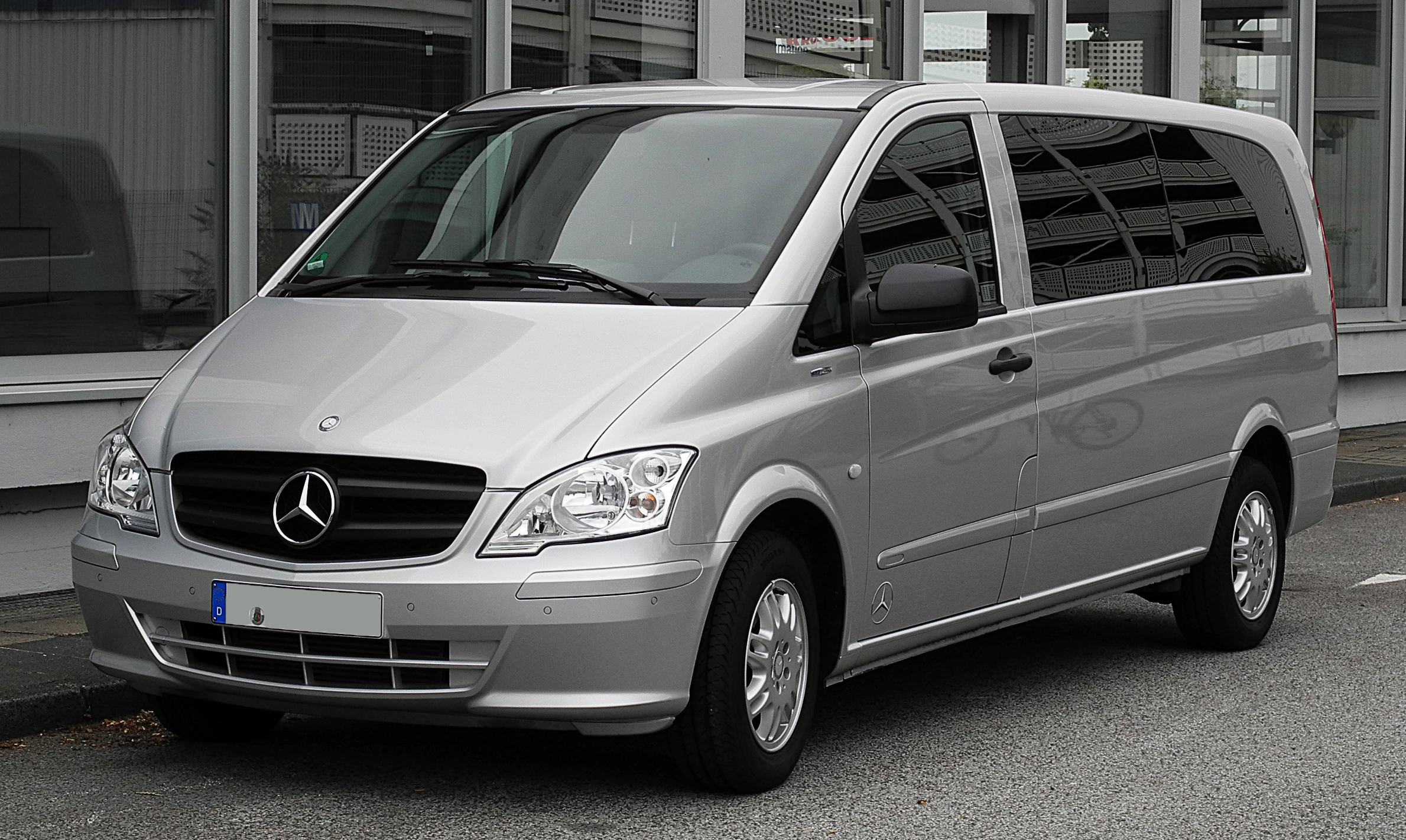
Mercedes-Benz Vito II (з 2010)
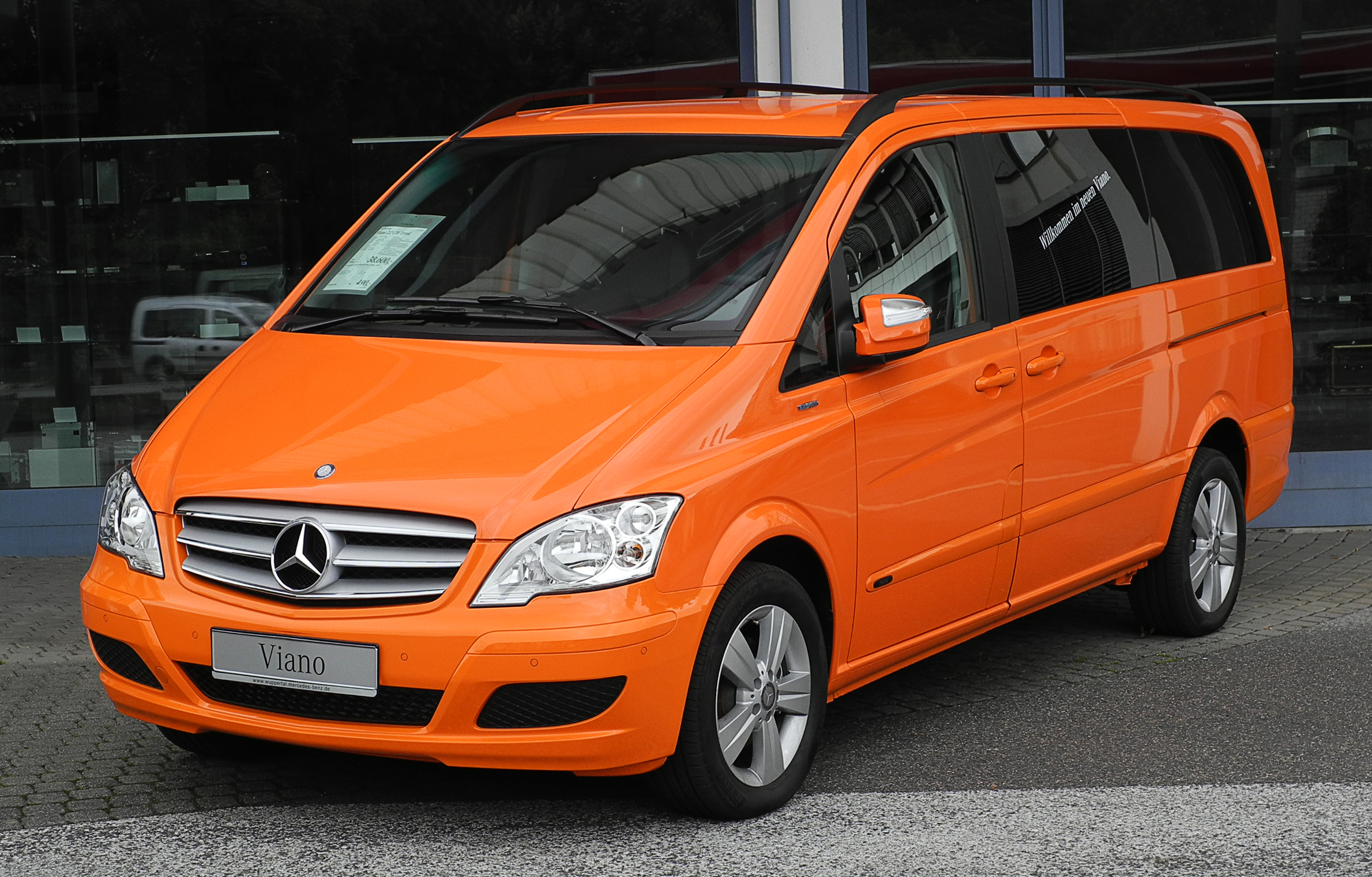
Mercedes-Benz Viano (з 2010)
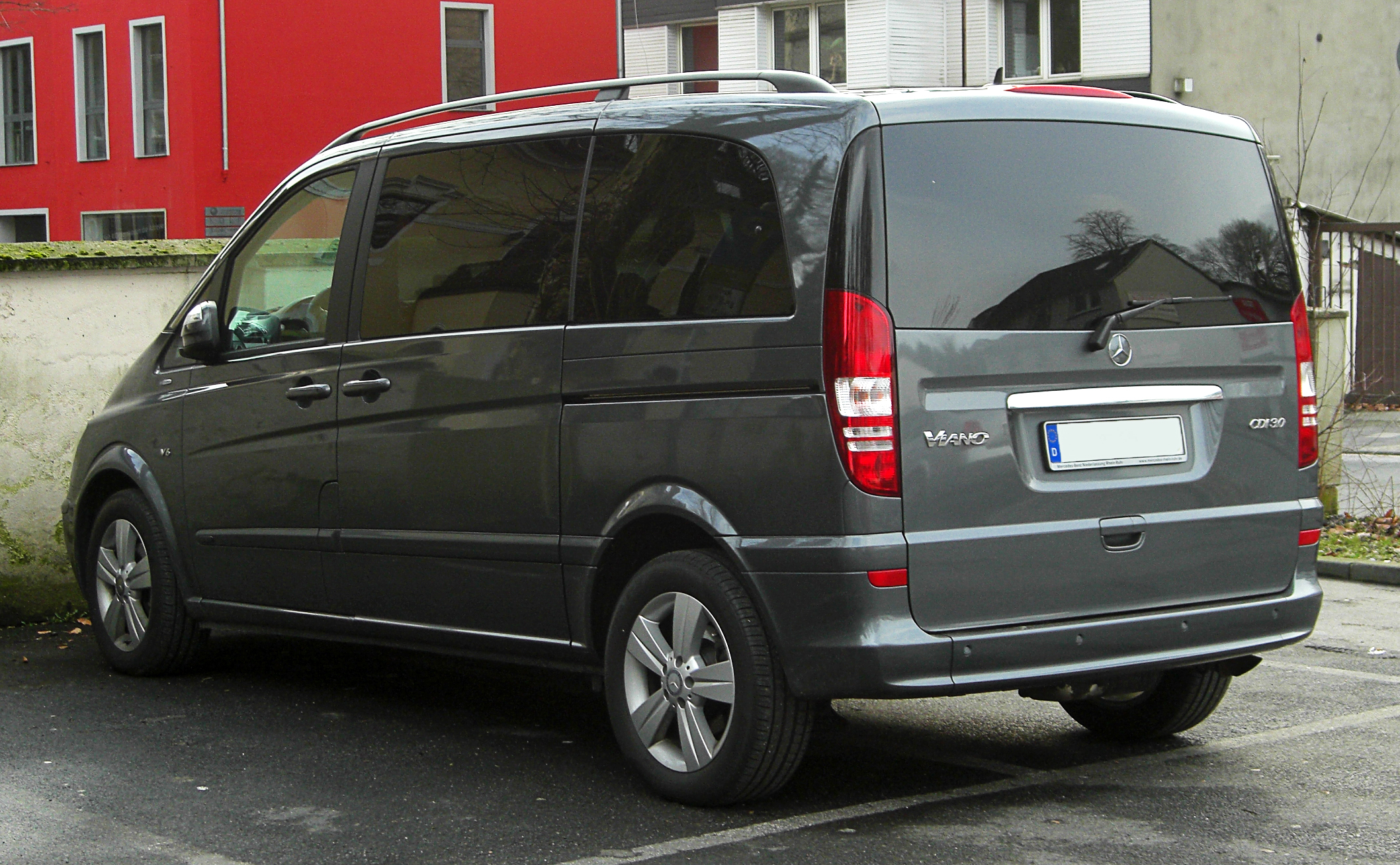
Mercedes-Benz Viano (з 2010)
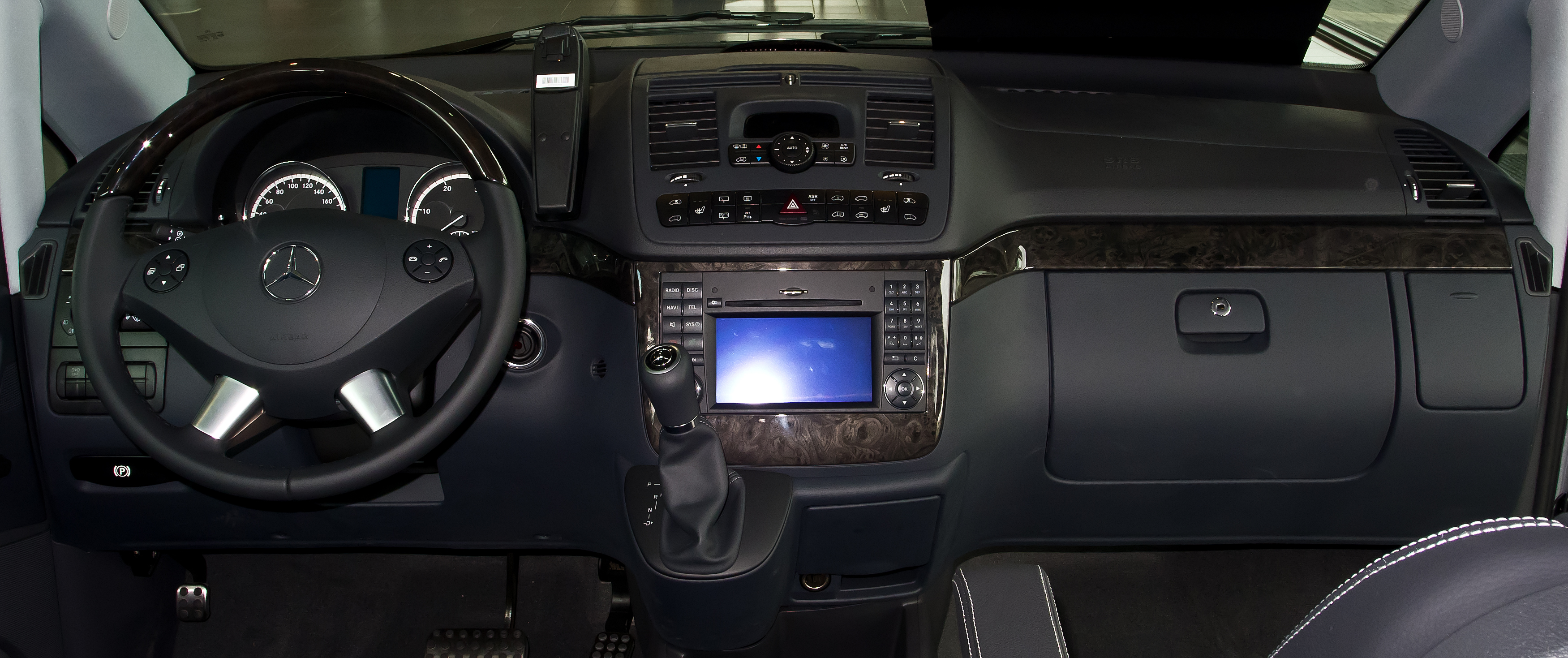
Салон Mercedes-Benz Viano (з 2010)

### Двигуни

#### Дизельні
| Vito/Viano    | Vito/Viano            | Vito/Viano | Vito/Viano | Vito/Viano            | Vito/Viano   |
| Модель        | Тип                   | Об'єм      | Циліндри   | Потужність (кВт/к.с.) | Роки випуску |
| ------------- | --------------------- | ---------- | ---------- | --------------------- | ------------ |
| Vito 109 CDI  | OM 646 DE LA          | 2148 см³   | 4          | 65/88                 | 2003−2006    |
| Vito 109 CDI  | OM 646 DE LA (evo)    | 2148 см³   | 4          | 70/95                 | 2006−2010    |
| Vito 110 CDI  | OM 651 DE 22 LA       | 2143 см³   | 4          | 70/95                 | 2010−2014    |
| Vito 111 CDI  | OM 646 DE LA          | 2148 см³   | 4          | 80/109                | 2003−2006    |
| Viano 2.0 CDI | OM 646 DE LA          | 2148 см³   | 4          | 80/109                | 2003−2006    |
| Vito 111 CDI  | OM 646 DE LA (evo)    | 2148 см³   | 4          | 85/116                | 2006−2010    |
| Viano 2.0 CDI | OM 646 DE LA (evo)    | 2148 см³   | 4          | 85/116                | 2006−2010    |
| Vito 113 CDI  | OM 651 DE 22 LA       | 2143 см³   | 4          | 100/136               | 2010−2014    |
| Viano 2.0 CDI | OM 651 DE 22 LA       | 2143 см³   | 4          | 100/136               | 2010−2014    |
| Vito 115 CDI  | OM 646 DE 22 LA       | 2148 см³   | 4          | 110/150               | 2003−2006    |
| Viano 2.2 CDI | OM 646 DE 22 LA       | 2148 см³   | 4          | 110/150               | 2003−2006    |
| Vito 115 CDI  | OM 646 DE 22 LA (evo) | 2148 см³   | 4          | 110/150               | 2006−2010    |
| Viano 2.2 CDI | OM 646 DE 22 LA (evo) | 2148 см³   | 4          | 110/150               | 2006−2010    |
| Vito 116 CDI  | OM 651 DE 22 LA       | 2143 см³   | 4          | 120/163               | 2010−2014    |
| Viano 2.2 CDI | OM 651 DE 22 LA       | 2143 см³   | 4          | 120/163               | 2010−2014    |
| Vito 120 CDI  | OM 642 DE 30 LA       | 2987 см³   | V6         | 150/204               | 2006–2010    |
| Viano 3.0 CDI | OM 642 DE 30 LA       | 2987 см³   | V6         | 150/204               | 2006–2010    |
| Vito 122 CDI  | OM 642 DE 30 LA       | 2987 см³   | V6         | 165/224               | 2010−2014    |
| Viano 3.0 CDI | OM 642 DE 30 LA       | 2987 см³   | V6         | 165/224               | 2010−2014    |

#### Бензинові
| Vito/Viano | Vito/Viano | Vito/Viano | Vito/Viano | Vito/Viano            | Vito/Viano               |
| Модель     | Тип        | Об'єм      | Циліндри   | Потужність (кВт/к.с.) | Роки випуску             |
| ---------- | ---------- | ---------- | ---------- | --------------------- | ------------------------ |
| Vito 119   | M 112 E 32 | 3199 см³   | V6         | 140/190               | 2003−2008 з 2010 (Китай) |
| Viano 3.0  | M 112 E 32 | 3199 см³   | V6         | 140/190               | 2003−2008 з 2010 (Китай) |
| Vito 122   | M 112 E 32 | 3199 см³   | V6         | 160/218               | 2003−2004                |
| Viano 3.2  | M 112 E 32 | 3199 см³   | V6         | 160/218               | 2003−2004                |
| Vito 123   | M 112 E 37 | 3724 см³   | V6         | 170/231               | 2004−2008                |
| Viano 3.5  | M 112 E 37 | 3724 см³   | V6         | 170/231               | 2004−2007                |
| Vito 126   | M 272 E 35 | 3498 см³   | V6         | 190/258               | 2007−2014                |
| Viano 3.5  | M 272 E 35 | 3498 см³   | V6         | 190/258               | 2007−2014                |

### Безпека
За результатами краш-тесту проведеного в 2008 році за методикою Euro NCAP Mercedes-Benz Viano отримав чотири зірки за безпеку, що є дуже непоганим результатом. При цьому за захист пасажирів він отримав 31 бал, а за захист дітей 36 балів.
| Euro NCAP | Рейтинг   |
| --------- | --------- |
| Пасажири: | 4/5 зірок |
| Діти:     | 3/5 зірок |
| Пішоходи: | 1/4 зірки |

За результатами краш-тесту проведеного в 2006 році в Австралії за методикою Australasian New Car Assessment Program (ANCAP) Mercedes-Benz Viano набрав 32,66 бали з 37 і отримав 5 зірок за безпеку.
| ANCAP    | Рейтинг   |
| -------- | --------- |
| Безпека: | 5/5 зірок |

### Електричний

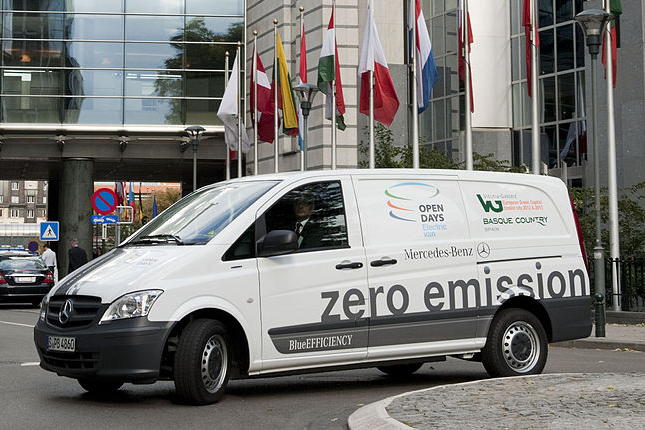
Mercedes-Benz Vito E-Cell

Mercedes-Benz Vito E-Cell випущений в серпні 2010 року обмеженим тиражем в кількості 100 штук у Віторії на півночі Іспанії, і представлений пресі для тестування в Штутгарті і Берліні. Це повинно зайняти 4 роки і 80 000 км. Транспортні засоби були виготовлені як електричні транспортні засоби. Двигун потужністю 60 кВт і літій-іонний акумулятор має корисну кількість енергії для приводу від 32 кВт (36 кВт брутто). Автомобіль може проїхати без зарядки 130 км. Максимальна швидкість становить 89 км/год. Повний цикл повної зарядки займає близько 6 годин (трифазним струмом), а змінним струмом — 12 годин. Рекуперативних гальм немає в серії випробувань, але розглядається питання про їх застосування.
З квітня 2011 року почалися продажі фургонів Vito E-Cell фургонів в окремих європейських країнах. Крім того, починаючи з 2012 року, доступний варіант у вигляді пасажирського мікроавтобуса. Обидві версії оснащені інноваційною системою рекуперативного гальмування.

## W447 (з 2014-)

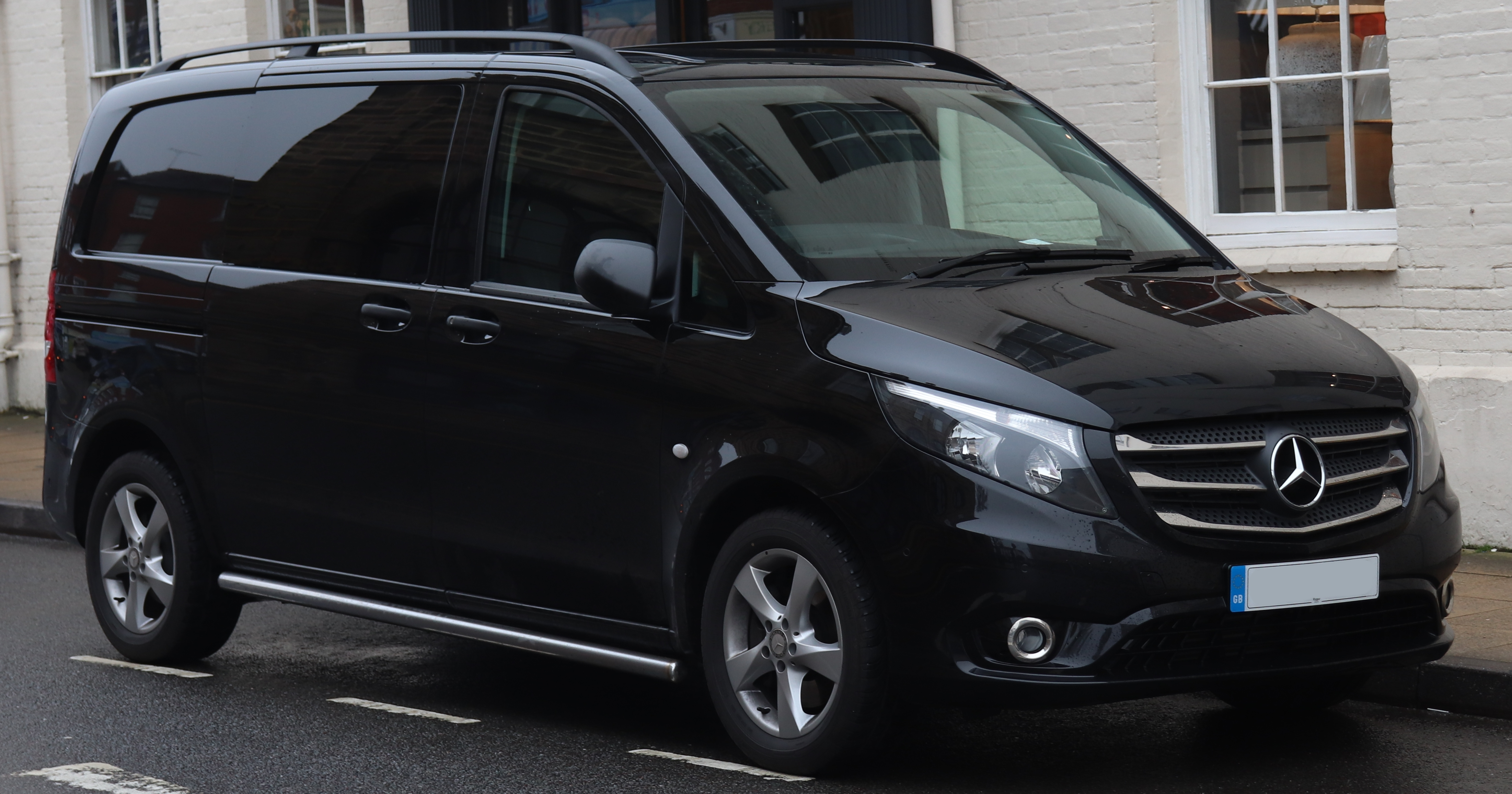
Пасажирський Mercedes-Benz Vito 119 Sport Bluetec

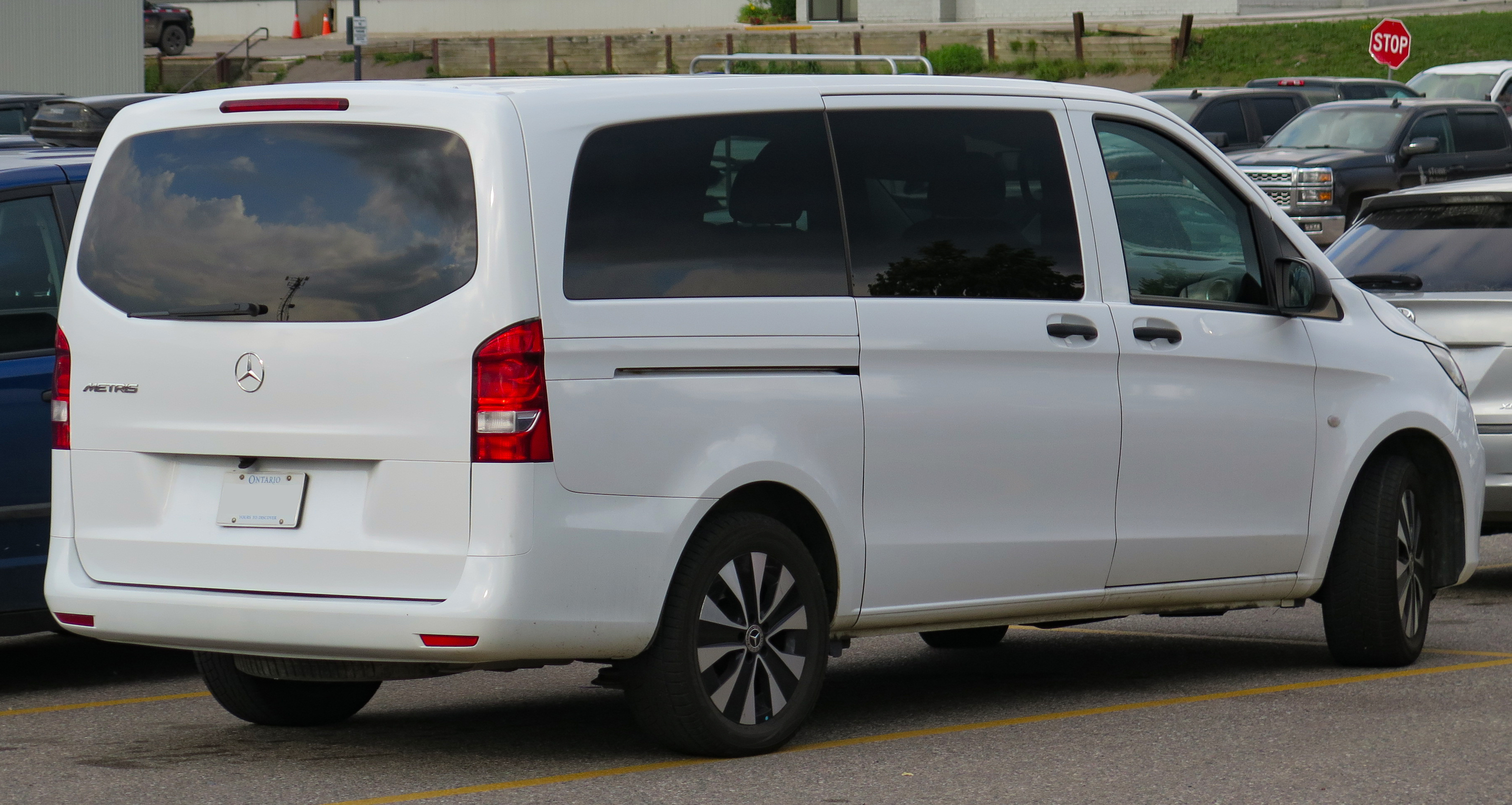
Пасажирський Mercedes-Benz Metris

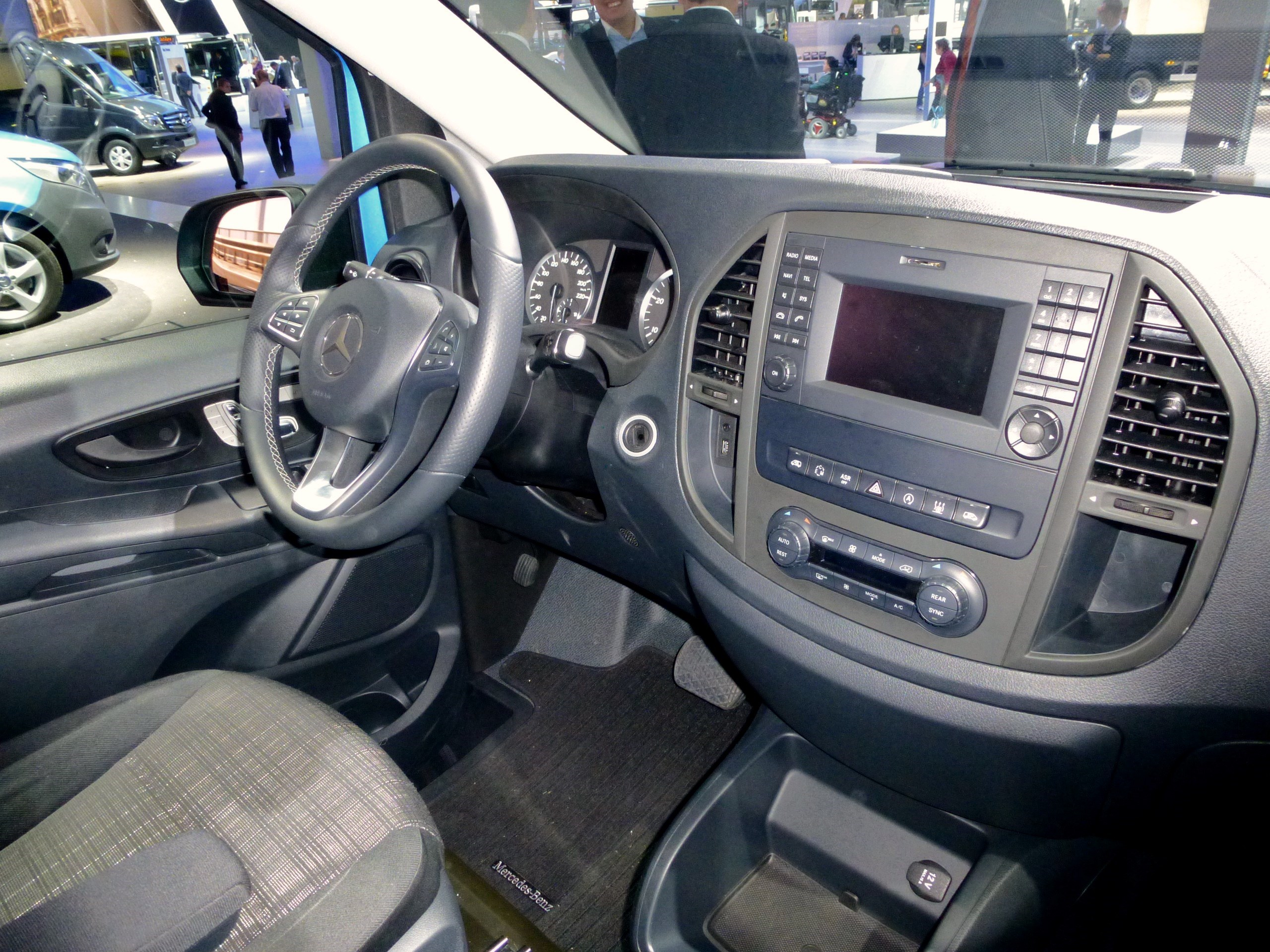

Vito нового покоління пропонується з трьома типами приводу: переднім, заднім і повним. В останньому випадку в стандартному режимі роботи крутний момент розподіляється в співвідношенні 45:55 на користь задньої осі. Передньоприводну версію моделі можна оснастити 1,6-літровим дизельним двигуном, віддача якого складає або 88 (Vito 109 CDI), або 114 (Vito 111 CDI) кінських сил. Обертовий момент агрегату дорівнює 230 і 270 Нм відповідно. Задньо-і повноприводну версії укомплектують дизельним двигуном, об'ємом 2,15-літра. Залежно від модифікації віддача агрегату дорівнює 136 (Vito 114 CDI), 163 (Vito 116 CDI) або 190 кінським силам (Vito 119 BlueTec).
Vito нового покоління пропонується з трьома варіантами габаритної довжини: 4895, 5140 і 5370 міліметрів. Максимальна висота моделі дорівнює 1910 міліметрів. Гранична вантажопідйомність передньопривідною модифікації становить 1289 кілограмів. Найбільша кількість вантажу — 1396 кілограмів — зможе прийняти на борт фургон з приводом на задні колеса.
За типами кузова Vito нового покоління ділиться на три варіанти: фургон, вантажопасажирська модифікація (Mixto), а також версія, призначена виключно для перевезення людей, іменована Tourer. Продажі моделі почнуться в жовтні 2014 року.
В липні 2023 року дебютував оновлений Vito (447), з новою передньою частиною, зміненим салоном і оснащенням.

### Двигуни
| Vito        | Vito            | Vito     | Vito     | Vito                  | Vito         |
| Модель      | Тип             | Об'єм    | Циліндри | Потужність (кВт/к.с.) | Роки випуску |
| ----------- | --------------- | -------- | -------- | --------------------- | ------------ |
| Бензинові   |                 |          |          |                       |              |
| Metris      | M 274 DE 20 AL  | 1991 см³ | 4        | 155/211               | 2016-2022    |
| Дизельні    |                 |          |          |                       |              |
| 109 CDI     | OM 622 DE 16 LA | 1598 см³ | 4        | 65/88                 | з 2014       |
| 111 CDI     | OM 622 DE 16 LA | 1598 см³ | 4        | 84/114                | з 2014       |
| 114 CDI     | OM 651 DE 22 LA | 2143 см³ | 4        | 100/136               | з 2014       |
| 116 CDI     | OM 651 DE 22 LA | 2143 см³ | 4        | 120/163               | з 2014       |
| 119 BlueTEC | OM 651 DE 22 LA | 2143 см³ | 4        | 140/190               | з 2014       |

### eVito

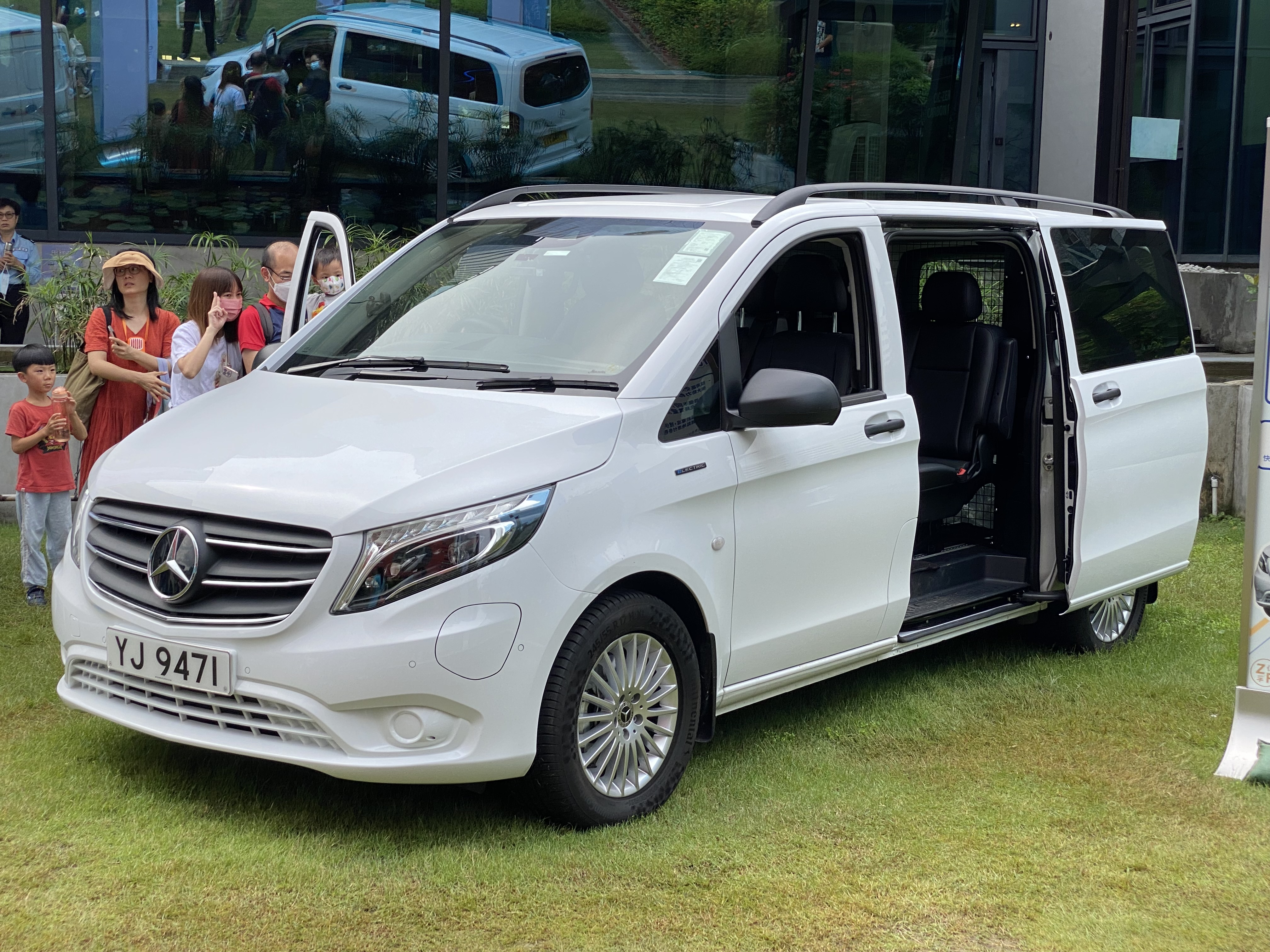
Mercedes-Benz eVito Tourer 129

У другій половині 2018 року на ринок з’явився варіант фургона Vito з електродвигуном потужністю 116 к.с. (84 кВт) під назвою eVito 111. Його запас ходу становить 150 км з повністю зарядженим акумулятором відповідно до циклу WLTP, а його максимальна швидкість становить 120 км/год. Пізніше корисну ємність батареї було збільшено до 60 або 90 кВт*год, залежно від комплектації.
Навесні 2019 року Mercedes представив електричний V-Клас. Він пропонується під назвою EQV. На відміну від фургона Vito, EQV — це MPV XXL із максимальною кількістю місць для сидінь. Корисна ємність акумулятора становить 60 або 90 кВт*год, залежно від обладнання. Запас ходу з акумулятором на 90 кВт*год (нетто) становить 352 км за стандартом WLTP. Потужність двигуна становить 204 к.с. (150 кВт), а максимальна швидкість — 160 км/год. Високовольтну батарею на 90 кВт*год можна заряджати до 110 кВт через CCS. Це займає від 10% до 80% заряду приблизно за 45 хвилин.
eVito Tourer 129 випущений у 2020 році з такими ж характеристиками, як і EQV 300. Як і еквіваленти двигуна внутрішнього згоряння (V-Клас і Vito), EQV призначений для приватних клієнтів, тоді як eVito і eVito Tourer призначені для комерційного використання.
Наприкінці 2021 року моделі – EQV 250 (273 км WLTP), eVito Tourer 126 (274 км WLTP) і фургон eVito 112 (310 км WLTP) – були випущені з варіантом батареї на 60 кВт*год. Таким чином, EQV і eVito Tourer також були доступні в дещо дешевших версіях, а фургон eVito мав приблизно вдвічі більший запас ходу завдяки більшій ємності акумулятора.

#### Модифікації
| Модель           | Потужність к. с. | Крутний момент Н·м | Ємність акумулятора, кВт·год | Ємність акумулятора, кВт·год | Пробіг WLTP |
| Модель           | Потужність к. с. | Крутний момент Н·м | брутто                       | нетто                        | Пробіг WLTP |
| ---------------- | ---------------- | ------------------ | ---------------------------- | ---------------------------- | ----------- |
| eVito 111        | 116              | 295                | 41                           | 35                           | 150–186 км  |
| eVito 112        | 116              | 295                | 65                           | 60                           | 312–314 км  |
| eVito 126 Tourer | 204              | 362                | 65                           | 60                           | 231–274 км  |
| eVito 129 Tourer | 204              | 362                | 100                          | 90                           | 355–405 км  |

## Нагороди
- Міжнародний фургон року: 1996, 2005
- KEP Фургон року: 2004, 2005, 2007, 2008, 2009, 2010, 2011 (Vito E-Cell), 2012 (Vito + Vito E-Cell)
- NFZ ціна німецьких майстрів: 2004, 2006
- Арктичний тест фургонів: 2007, 2008